# Jon Hassell
Pour les articles homonymes, voir Hassell.
Jon Hassell est un trompettiste américain né le 22 mars 1937 à Memphis dans le Tennessee et mort le 26 juin 2021.

## Biographie
Jon Hassell obtient sa maîtrise en musique à l'Eastman School of Music à New York. Il part pour l'Europe travailler à Cologne dans l'académie de musique fondée et dirigée par Karlheinz Stockhausen pendant deux ans, puis retourne aux États-Unis en 1967. Il rencontre à Buffalo Terry Riley, un des pionniers de la musique minimaliste. Jon Hassell a aussi été membre de l'ensemble de La Monte Young. Hassell, Young et Riley ont tous les trois étudié la musique avec Pandit Prân Nath.
Il est reconnu pour sa technique particulière de jeu et de souffle, fruit de ses rencontres avec des musiciens classiques indiens, notamment le chanteur Pandit Prân Nath qui marque son premier album Vernal Equinox. Plus tard, en juin 1979, il rencontre Brian Eno et commence alors à transformer le son de sa trompette avec des effets électroniques. L'album né de leur collaboration — qui comprend également des interventions de David Byrne — connaît un important succès : en France, le magazine influent Actuel fait sa une sur cet album (octobre 1980).
Jon Hassell est connu pour être le créateur de la « Fourth World Music », une combinaison de musiques « ancestrales » — il cite entre autres le label Ocora comme l'une de ses sources — et de traitements technologiques futuristiques.

## Discographie

### Disques solos
- 1977 : Vernal equinox
- 1978 : Earthquake island
- 1980 : Fourth World, Vol. 1: Possible Musics, avec Brian Eno
- 1981 : Fourth world, vol. 2: dream theory in Malaya
- 1982 : Aka/Darbari/Java : magic realism
- 1986 : Power spot (produit par Brian Eno / Daniel Lanois)
- 1987 : The Surgeon of the nightsky restores dead things by the power of sound
- 1988 : Flash of the spirit
- 1990 : City : works of fiction (All Saints Records)
- 1994 : Dressing for pleasure
- 1995 : Sulla Strada
- 1998 : The Vertical collection
- 1999 : Fascinoma (Water Lily Acoustics) avec Ry Cooder, Jacky Terrasson...
- 2005 : Magic realism, vol. 2 : Maarifa street
- 2009 : Last Night The Moon Came Dropping Its Clothes In The Street
- 2018 : Listening To Pictures (Pentimento Volume One)
- 2020 : Seeing Through Sound (Pentimento Volume Two)

### Participations
- 1980 : Remain In Light de Talking Heads ("Houses In Motion")
- 1991 : chansons Anima, In la piazza et Notte sur le disque Les Nouvelles Polyphonies corses (Philips/Phonogram)
- 1992 : musique de Ry Cooder du film Les Pilleurs de Walter Hill (Sire Records) (Trespass) avec Jim Keltner, Jon Hassell, Nathan East, David Lindley, Van Dyke Parks, Jr. Brown
- 1998 : musique du film Un Candidat face à son destin (MCA) de Mike Nichols (Primary Colors, Universal) avec Van Dyke Parks, Ry Cooder, Jacky Terrasson
- 2002 : Jon Hassell (Ry Cooder & Ronu Majumba & Bansuri) - Hollow Bamboo
- 2006 : Utopies de Hadouk Trio. Invité sur Hijaz, Parasol Blanc 1 et Parasol Blanc 2 (Naïve)[5]
- 2007 : My Name Is Buddy (Nonesuch Records) de Ry Cooder avec Paddy Moloney, Van Dyke Parks, Mike & Pete Seeger, Flaco Jimenez, Bobby King & Terry Evans, Jim Keltner, Jacky Terrasson...